# Transformers Universe
En 2003, Hasbro introduce una nueva línea de Transformers consistente en repintados de varias líneas (G1, G2, Beast Wars, Beast Machines, Robots In Disguise, Armada, Energon, Cybertron), con viejos y nuevos personajes. En 2007 seguía como reediciones de Cybertron. 
Es difícil establecer cuándo exactamente empieza esta línea, pues personajes que aparecen en el último año de la línea de “Robots In Disguise” (Dreadwing y Smokejumper, Megabolt) aparecen en las fichas de Universe de la revista oficial del club, sin contar con el “Expanded Universe” del BotCon de 2002. A lo que sumamos a Packrat y Fractyl que son personajes de la convención del 97. 

## Historia
En un futuro lejano, el siniestro Unicron lleva adelante una acérrima guerra para obtener el control total del Universo, reuniendo para ello un inmenso ejército de Decepticons a través del tiempo y del espacio. Reaccionando con rapidez, Optimus Primal forma su propio ejército de heroicos Autobots que marchan contra el agresor. Mientras los dos bandos se enfrentan en la mayor contienda que se haya visto en el Universo, sus cuerpos emiten una potente radiación conocida como Energon. Nadie sospecha que Unicron está almacenando esta misteriosa fuerza en secreto para incrementar su propio poder.

## Cómic
La historia se desarrolló en los cómics exclusivos de BotCon 2003 y 2004. El cómic que estaba siendo preparado para la convención de 2005 se canceló debido a la bancarrota de 3H Entrerprise, la empresa encargada de organizar la convención oficial de Transfomers. La empresa que obtuvo los derechos para producir la convención ese año no continuó con Universe.

## Serie
Transformers Universe tuvo una serie muy corta con tan sólo 2 episodios animados en flash. sin embargo la serie nunca fue emitida en TV pero fue publicada en el sitio web de Hasbro pero ahora ya no está disponible.
Fuente: www.tfwiki.net

## Línea de juguetes
Aunque la línea Transformers Universe no comenzó hasta finales de 2003, varios juguetes exclusivos de BotCon fueron realizados en 2002 llevando el título de Transformers: Expanded Universe, e hicieron su aparición dentro de la historia de la línea Universe.

## 2002

### BotCon
- CatSCAN - Repintado de Beast Machines Night Slash Cheetor.
- Cyclonus - Repintado Beast Machines Jetstorm.
- Glyph - Repintado del llavero Bumblebee Generation 1.
- Rook - Repintado del llavero Windcharger Generation 1. Exclusivo de BotCon Europa 2002.
- Tap-Out - Repintado del llavero de Cliffjumper Generation 1.

## 2003

### Deluxes
- Snarl - Repintado de Beast Machines Snarl
- Silverbolt - Repintado de Beast Wars Silverbolt
- Dinobot Striker - Repintado de Beast Machines Striker
- Ratchet - Repintado de RID X-Brawn
- Inferno - Repintado de RID Prowl
- Reptilion - Repintado de Beast Wars Iguanus Transmetal 2
- Blackarachnia - Repintado de Beast Machines Blackarachnia
- Caraechimb - Repintado de Honduras Machines

### Ultras
- Optimus Primal - Repintado de Beast Wars Optimus Primal
- Depthcharge - Repintado de Beast Wars Depth Charge
- Razorclaw - Repintado de Beast Wars Tigerhawk como Decepticon
- Tankor y Obsidian (pack) - Repintados de Beast Machines Tankor y Obsidian

### BotCon
- Sideswipe
- Sunstreaker
- Roulette
- Shadow Striker

## 2004

### Mini-Cons
- Transformers Mini-con 6-pack #1
- Transformers Mini-con 6-pack #2

### Micromasters
Protectobots
- First Aid
- Groove
- Hot Spot
- Prowl
- Red Alert
- Streetwise

Se combinan para formar a Defensor
Constructicons
- Bonecrusher
- Buckethead
- Hightower
- Long Haul
- Quickmix
- Scavenger

Se combinan para formar a Constructicon Devastator

### Spy Changers
- Optimus Prime
- Jazz
- Prowl
- Hoist
- Wheelkack
- Silverstreak

### Deluxes
- Dinobot Triceradon
- Skydive
- Swerve con Mini-Con Roadhandler
- Fireflight con Mini-Cons Firebot y Thunderwing
- Air Raid vs Wind Sheer
- Skywarp
- Nemesis Strika
- Spy Changers Optimus Prime y Prowl
- Spy Changers Ultra Magnus y Ironhide
- Prowl
- Sideburn

### Ultras
- King Atlas
- Whirl con Mini-Cons Gunbarrel y Makeshift
- Magna Stampede y Stockade con Mini-Cons Prowl y Terradive
- Soundwave y Space Case
- Ruination pack (camuflaje desértico)
  - Mega-Octane
  - Ro-Tor
  - Rollbar
  - Movor
  - Armorhide
- Sunstorm con Mini-Con Inferno con Equipo Mini-Con de Acción Callejera (Grindor, High Wire y Sureshock)
- Nemesis Prime
- Ramjet con Mini-Con Thunderclash y Equipo Militar Aéreo (Gunbarrel, Thunderwing y Terradive)

### BotCon
- Sentinel Maximus con Hyperlinq
- Megazarak con Mini-Con Caliburn

### Club Colecionistas de Transformers
- Legends of Cybertron Skywarp

### Battle in box
- Crystal Widow vs Oil Slick
- Smokescreen con Mini-Con Liftor vs Ransak con Mini-Con Refute
- Ultra Magnus con Mini-con Over-Run vs Treadshot con Mini-Con Nightbeat

### Sam's Club
- Prowl vs Starscream

## 2005

### Micromasters Railbots
- Midnight Express
- Overload
- Railspike
- Rapid Run
- Swindle
- Tankor

Se combinan para formar a Rail Racer

### Basic
- Mini-Con Perceptor
- Arcee
- Energon Strongarm
- Windrazor
- Doom-Lock
- Insecticon

### Deluxes
- Longhorn
- Night Slash Cheetor
- Frostbite
- Blastcharge
- Downshift
- Snow Cat
- Storm Jet
- Sharkticon
- Steam Hammer
- Barricade

## 2006

### Micromasters Aerialbots
- Air Raid
- Fireflight
- Ro-Tor
- Silverbolt
- Skydive
- Storm Jet

Se combinan para formar a Superion

#### Spy Changers
- Camshaft
- Mirage
- Hoist

### Básicos
- Signal Flare
- Treadshot
- Terradive
- Wideload
- Cruellock
- Energon Saber

### Ultra
- Long Haul y Hightower
- Bonecrusher y Scavenger
- Overbite y Repugnus

## 2007

### Básicos
- Backstop
- Breakdown
- Scattorshot
- Brushguard
- Lughnutz
- Undermine

### Deluxes
- Excellion vs Cannonball
- Downshift vs Thundercracker